# Krystian Bielik
Krystian Bielik, né le 4 janvier 1998 à Konin en Pologne, est un footballeur polonais qui évolue actuellement au poste de milieu défensif à West Bromwich Albion.

## Biographie

### Débuts professionnels
Natif de Konin en Pologne, Krystian Bielik passe d'abord par le club de sa ville natale, le Górnik Konin avant de rejoindre le Lech Poznań, où il poursuit sa formation. Mais c'est avec le Legia Varsovie, qu'il rejoint en juillet 2014, qu'il fait des débuts en professionnel, jouant son premier match le 24 août 2014 face au Korona Kielce, en championnat. Il est titularisé au poste de milieu défensif ce jour-là et son équipe s'impose sur le score de deux buts à zéro. Il joue en tout six matchs pour ce club.
Le 21 janvier 2015 Krystian Bielik s'engage en faveur de l'Arsenal FC. Il intègre dans un premier temps les équipes de jeunes du club. C'est le 27 octobre 2015 qu'il fait sa première apparition avec les professionnels, lors d'un match de Coupe de la Ligue anglaise, perdu par Arsenal face à Sheffield Wednesday (3-0)

### Prêts successifs
Le 31 janvier 2017 Bielik est prêté pour six mois à Birmingham City, club de Championship.
Le 16 août 2018 Bielik est prêté pour la saison 2018-2019 à Charlton Athletic. Il joue son premier match pour le club le 18 août suivant, en championnat, face à Accrington Stanley (1-1). Le 1er septembre 2018, Bielik inscrit son premier but pour Charlton face au Southend United, sur une passe de Josh Cullen. Ce but permet à son équipe de remporter la partie (1-2).

### Derby County
Le 2 août 2019 Krystian Bielik s'engage pour cinq ans en faveur de Derby County, qui évolue en Championship,. 
Bielik joue son premier match pour le club le 13 août 2019 en coupe de la Ligue contre Scunthorpe United, contre qui Derby s'impose (0-1). Il se blesse gravement au genou en janvier 2020 avec l'équipe réserve, alors qu'il jouait un match pour garder la forme après sa suspension avec l'équipe première où il avait écopé d'un carton rouge. Le joueur fait son retour dans le groupe professionnel dix mois plus tard en octobre 2020. Le 29 décembre 2020, Bielik inscrit son premier but pour Derby County, lors d'une rencontre de championnat face à Birmingham City. Titulaire, il ouvre le score et son équipe l'emporte par quatre buts à zéro.
En février 2021, Bielik se blesse à nouveau gravement, victime d'une déchirure du ligament croisé, qui le tient éloigné des terrains pour plusieurs mois.

### Retour à Birmingham City
Le 29 juillet 2022, Krystian Bielik fait son retour à Birmingham City sous la forme d'un prêt d'une saison.
Le 29 juin 2023, il rejoint Birmingham City de manière permanente.
Lors de la saison 2023-2024 il ne peut empêcher la relégation de Birmingham City vers la troisième division du football anglais, le club retrouvant l'échelon inférieur après 29 ans.
Malgré la relégation de Birmingham City, Bielik décide de rester, et prolonge même son contrat le 12 juillet 2024 pour trois ans, soit jusqu'en juin 2027. Le mois suivant il est nommé capitaine de Birmingham City.

### En sélection
Krystian Bielik représente l'équipe de Pologne des moins de 17 ans de 2014 à 2015. Lors de sa deuxième apparition, le 29 août 2014, il marque ses deux premiers buts, contre la Suède (victoire 4-0 de la Pologne). Il est également buteur le 28 octobre de la même année face au Liechtenstein (victoire 4-0 de la Pologne).
Il compte deux sélections avec l'équipe de Pologne des moins de 19 ans, les deux obtenues en 2017.
Bielik est sélectionné avec l'équipe de Pologne espoirs pour participer au championnat d'Europe espoirs en 2019, qui se déroule en Italie. Titulaire lors de ce tournoi, il est buteur à deux reprises en trois matchs, le 16 juin contre la Belgique (victoire 3-2 de la Pologne) et contre l'Italie le 19 juin (victoire 0-1 de la Pologne)
Le 6 septembre 2019 il honore sa première sélection avec l'équipe nationale de Pologne, lors d'une rencontre des éliminatoires pour l'Euro 2020 face à la Slovénie. Il entre en jeu ce jour-là mais son équipe s'incline sur le score de deux buts à zéro. Il connaît sa première titularisation lors du match suivant, le 9 septembre 2019 face à l'Autriche (0-0).
Le 10 novembre 2022, il est sélectionné par Czesław Michniewicz pour participer à la Coupe du monde 2022.

## Palmarès

### En club
- Champion de League One en 2024-25 avec Birmingham City.